# 埔里街
埔里街，為1920年~1945年間存在之行政區，轄屬臺中州能高郡，為能高郡役所所在地。今南投縣埔里鎮。

## 街原名
原屬埔里社堡之埔里社街、大肚城庄、枇杷城庄、珠仔山庄、挑米坑庄、生蕃空庄、烏牛欄庄、房里庄、水尾庄、牛相觸庄、牛眠山庄、福興庄、史港坑庄、小埔社庄、大湳庄、水頭庄
- 埔里社街改稱埔里[1]

## 行政區劃
埔里街轄域內分為埔里、大肚城、枇杷城、珠子山、挑米坑、生蕃空、房、烏牛欄、牛眠山、牛相觸、水尾、水頭、史港坑、小埔社、大湳、福興十六個大字。
埔里大字下有「埔里」、「梅子脚」、「茄苳脚」小字名。

## 歷任街長
歷任埔里街街長名單如下:947：
| 姓名             | 任期                        | 備註                                         |
| ---------------- | --------------------------- | -------------------------------------------- |
| 杉山昌作         | 1920年9月1日—1921年7月20日  | 日本山口縣人。1921年時在任。                 |
| 永井英輔         | 1921年7月20日—              | 日本鹿兒島縣人。臺灣總督府文官資格試驗及格。 |
| 兒玉（有田）達吉 | —1929年4月5日               | 原臺中州大屯郡守                             |
| 林其祥           | 1929年4月5日—1937年4月14日  | 埔里人。唯一的臺籍埔里街街長。               |
| 野村正男         | 1937年4月14日—1939年8月8日  |                                              |
| 渡邊誠之進       | 1939年8月8日—1945年8月7日   | 日本香川縣人。1944年時仍在任。               |
| 渡部政鬼         | 1945年8月7日—1945年10月25日 |                                              |

## 人口統計
| 類別   | 人口數 | 戶數  |
| ------ | ------ | ----- |
| 內地人 | 981    | 286   |
| 本島人 | 30,234 | 4,949 |
| 朝鮮人 | 6      | -     |
| 外國人 | 170    | 33    |
| 總計   | 31,391 | 5,268 |

## 設施

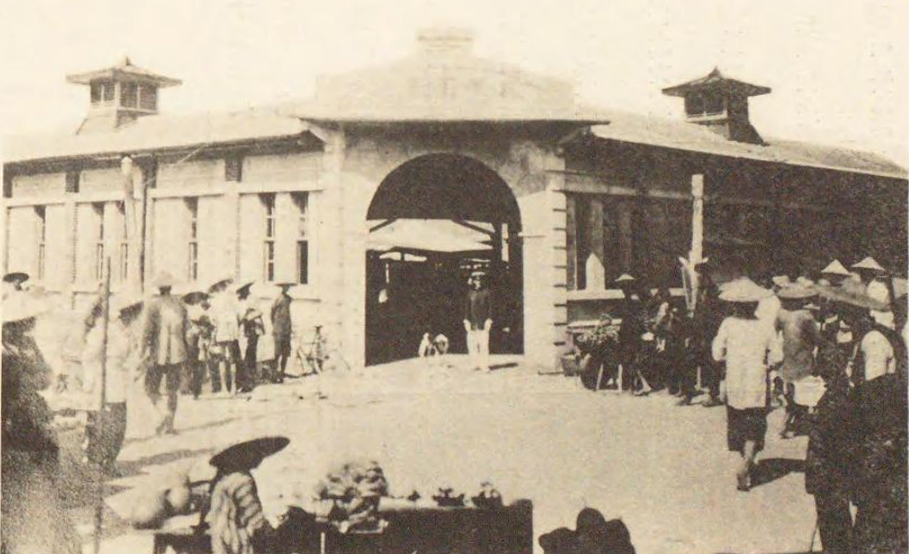
埔里市場

- 能高郡役所
- 埔里街役場
- 埔里郵便局
- 埔里登記所
- 埔里保甲事務所
- 埔里市場
- 埔里武德殿
- 公醫

## 交通
- 三條崙線（臺灣製糖）
- 門牌潭線（日月潭工事鐵道）

## 教育
小學校
- 埔里尋常高等小學校（埔里國中）

公學校
- 埔里北公學校（埔里國小）
- 埔里南公學校
- 埔里南公學校溪南分教場
- 烏牛欄公學校
- 烏牛欄公學校水尾分教場
- 史港公學校

其他
- 埔里幼稚園

## 工商業
- 彰化銀行埔里支店
- 埔里信用組合
- 烏牛欄信用組合
- 臺灣電力株式會社埔里散宿所
- 臺灣製糖株式會社埔里製糖所
- 臺灣製腦株式會社埔里出張所

## 宗教
- 能高神社
- 能高寺（淨土真宗本願寺派，現埔里長老教會）
- 弘法寺（真言宗，現瀛海城隍廟）